# Primera Regional de La Rioja 1987-88
La temporada 1987-88 de Primera Regional de La Rioja era el sexto y último nivel de las Ligas de fútbol de España para los clubes de La Rioja, por debajo de la Regional Preferente de La Rioja.

## Sistema de competición
Los 11 equipos en un único grupo, que se enfrentan a doble vuelta, una vez en casa y otra en el campo del equipo rival, todos contra todos.
Los dos primeros clasificados ascienden a Regional Preferente. Dependiendo de las plazas vacantes en la división superior, pueden ascender más de dos equipos.

## Clasificación[1]
| Pos. | Equipo               | Pts. | PJ | G  | E | P  | GF | GC | Dif. |                                              |
| ---- | -------------------- | ---- | -- | -- | - | -- | -- | -- | ---- | -------------------------------------------- |
| 1    | C. At. Vianés (C, A) | 33   | 20 | 15 | 3 | 2  | 39 | 10 | +29  | Ascenso a Regional Preferente                |
| 2    | C. D. Tedeón (A)     | 33   | 20 | 15 | 3 | 2  | 60 | 20 | +40  | Ascenso a Regional Preferente                |
| 3    | C. D. Varea          | 29   | 20 | 12 | 5 | 3  | 57 | 14 | +43  | Ascenso a Regional Preferente                |
| 4    | Valvanera C. D.      | 27   | 20 | 11 | 5 | 4  | 34 | 25 | +9   |                                              |
| 5    | C. Atlético Riojano  | 24   | 20 | 11 | 2 | 7  | 45 | 35 | +10  |                                              |
| 6    | C. D. Cenicero       | 21   | 20 | 10 | 1 | 9  | 36 | 36 | 0    |                                              |
| 7    | C. D. El Cortijo     | 15   | 20 | 6  | 3 | 11 | 32 | 38 | −6   |                                              |
| 8    | C. F. Rápid          | 14   | 20 | 5  | 4 | 11 | 32 | 45 | −13  |                                              |
| 9    | C. D. Autol Promesas | 13   | 20 | 6  | 1 | 13 | 29 | 54 | −25  | El club no compite en la siguiente temporada |
| 10   | C. D. Pradejón       | 9    | 20 | 4  | 1 | 15 | 19 | 44 | −25  |                                              |
| 11   | C. D. Torrecilla     | 2    | 20 | 1  | 0 | 19 | 18 | 80 | −62  |                                              |

 Fuente: www.futbol-regional.es
Notas:
1. ↑  El C. D. Autol Promesas fue sancionado con dos puntos por no presentarse a su partido de la jornada 21 ante el C. D. Torrecilla, además de darle por perdido el partido.